# Линейные корабли типа «Остфрисланд»
Линейные корабли типа «Остфрисланд» (нем. Ostfriesland-Klasse), часто называемые также типом «Гельголанд» (нем. Helgoland-Klasse) — серия германских линейных кораблей конца 1900-х — начала 1910-х годов. Вторая серия дредноутов Германской империи, по сравнению с предшествовавшим типом «Нассау» отличавшаяся увеличившимся более чем на 4000 тонн водоизмещением, 305-мм артиллерией главного калибра и усиленной броневой и подводной защитой. В то же время линкоры типа «Остфрисланд» всё ещё сохраняли архаичное линейно-ромбическое расположение башен главного калибра, при котором по каждому борту могли вести огонь только восемь орудий из двенадцати. Кроме того, консервативной являлась силовая установка кораблей этого типа. Вместо ставших к тому времени стандартом паровых турбин, корабли оснащались паровыми машинами. В годы Первой мировой войны все четыре корабля серии входили в состав Флота открытого моря и активно использовались в боевых действиях, в частности, в Ютландском сражении. Хотя «Остфрисланд» в 1916 году был серьёзно повреждён при подрыве на мине, все линкоры типа «Остфрисланд» пережили войну и были после капитуляции Германии интернированы странами-победителями. По одному кораблю получили Великобритания, США, Франция и Япония, но уже в 1921—1924 годах все линкоры были пущены на слом или потоплены в качестве кораблей-мишеней.

## История строительства
Количество кораблей в серии основывалось на Законе о флоте 1900 года, который предусматривал строительство линкоров в соответствии с формированием эскадр по восемь кораблей. Каждая эскадр включала две дивизии по четыре дредноута.
Линкоры типа «Остфрисланд» совместимы с типом «Нассау» по скорости, вооружению, мореходности, типу топлива и дальности действия.
Проект линкора «Остфрисланд» был разработан проектным бюро Имперского морского ведомства в 1907—1908 годах.
В качестве базового был принят линкор «Нассау». Дредноуты типа «Остфрисланд» — последовательное и планомерное развитие типа «Нассау». Важным отличительным фактором стало существенное изменение весовых нагрузок из-за перехода на новый, более крупный калибр главной артиллерии.
Для этого типа кораблей новый главный калибр потребовал немалых финансовых вложений.
Всего в 1908—1912 годах было построено четыре линкора типа «Остфрисланд»: три — в рамках кораблестроительной программы 1908/1909 годов и четвёртый — по программе 1909—1910 годов. В дальнейшем линкоры прошли модернизацию, заключавшуюся в увеличении максимального угла возвышения орудий главного калибра с 13,5° до 16°, кроме того в годы войны два из их 88-мм противоминных орудий были заменены на зенитные того же калибра.

## Конструкция
Корпус представлял увеличенный в размерах корпус предыдущих дредноутов. Учитывая увеличение водоизмещения на 20 % (4000 тонн), длины на 21 метр, для сохранения прежней осадки конструкторы пошли на увеличение ширины почти на 2 метра. Набор корпуса включал 137 шпангоут (шпангоут «0» по оси баллера руля, 6 минусовых и 130 плюсовых шпангоутов). Шпация была равна 1,20 м. Нумерация шпангоутов, переборок и отсеков шла из кормы к носу. Продольную прочность помимо вертикального киля обеспечивали с каждого борта девять продольных связей, из которых стрингеры II, V и VII были водонепроницаемы. Оставалось требование сохранения осадки в полном грузу не более 8,9 метра. Причиной являлась размеры и глубины Кильского канала и его шлюзов.
Водоизмещение: 22 440 т нормальное, 25 200 т полное. Корабли имели по два параллельных полубалансирных руля, оси которых располагались в 2,8 метра от диаметрали. Вся система рулевого управления повторяла предыдущий тип. Корпус был гладкопалубным с плавным подъёмом палубы от кормы в нос и небольшой седловатостью, надводный борт возвышался над ватерлинией на 6,38 м в носу и 5,37 м в корме.

### Бронирование
Бронирование — пояс: 80—300 мм, траверсы: 90—210 мм, барбеты: 60—300 мм, казематы противоминного калибра: 170 мм, командирская рубка: 100—300 мм. Башни главного калибра имели 300 мм лобовые плиты, 250 мм борта и 290 мм тыльную часть. Наклонная под углом 15° передняя часть крыши была 100 мм толщины, плоская — 70 мм. Верхняя палуба состояла из двух слоёв нижний из судостроительной стали толщиной 25 мм и верхний из никелевой стали 20 мм.
Главная броневая палуба настилалась 20 мм листами из судостроительной стали, поверх шёл слой из никелевой стали, в горизонтальной части он имел толщину 35 мм, а на скосах до 60 мм.

### Энергетическая установка
Энергетическая установка — 15 котлов типа Шульц-Торникрофта; 4-цилиндровые паровые машины тройного расширения; мощность — 28 000 л. с. Скорость — 20,8 узла максимальная, 20,5 узла полная, 10 узлов экономическая. Линкоры имели три четырёхлопастных гребных винта с диаметром 5,1 м и шагом 6,75 м. Правый винт имел правостороннее вращение, центральный и левый — левостороннее. Полный запас угля на кораблях этого типа составлял 3045…3200 тонн. Электроэнергией напряжением 225 В корабль снабжали восемь турбогенераторов общей мощностью 2000 кВт. Турбогенераторы изготавливались казенными электромеханическими мастерскими в Вильгельмсхафене, а также частными заводами. Каждый генератор имел мощность 250 кВт (2-якорного типа на 190+60 кВт).

### Вооружение

#### Артиллерия
Двенадцать 305-мм орудий SKL/50 в шести двухорудийных башнях: орудия стреляли 450 кг бронебойными снарядами с начальной скоростью 762 м/с на дальность 16,2 км. Бронебойные снаряды облегчённого типа весили 405,5 кг и имели начальную скорость 855 м/с — это позволило увеличить дальность стрельбы до 18 000 м. В 1915 году, в ходе подготовки к рейду в Рижский залив углы снижения и возвышения стволов были изменены на 5,5 и 16 °, что увеличило дальнобойность до 20,4 км. 14 × 1 150-мм орудий SKL/45 в казематах в бортовой батарее, 14 × 1 88-мм орудий SK.L/45 в батарее и на надстройках, две 60 мм десантные пушки SBtsKL/21, два 8 мм пулемёта. По сведениям 1913—1914 годов на бортах кораблей десантная артиллерия уже отсутствовала. Торпедное вооружение составляли шесть 500 мм подводных торпедных аппаратов. В 1917 году, по итогам Ютландского боя, с кораблей их убрали. Орудийные башни главного калибра располагались подобно «Нассау», но благодаря большей ширине корпуса барбеты средних башен дальше отстояли от борта.
В оружейных комнатах кораблей хранились 410 винтовок образца 1898 г. и от 99 до 130 пистолетов образца 1904 года.

## Представители
| Название                   | Верфь                          | Закладка         | Спуск на воду    | Вступление в строй | Судьба                           |
| -------------------------- | ------------------------------ | ---------------- | ---------------- | ------------------ | -------------------------------- |
| «Остфрисланд» Ostfriesland | верфь флота в Вильгельмсхафене | 19 октября 1908  | 30 сентября 1909 | 15 сентября 1911   | потоплен как мишень 21 июля 1921 |
| «Гельголанд» Helgoland     | Howaldtswerke, Киль            | 24 сентября 1908 | 25 сентября 1909 | 19 декабря 1911    | продан на слом в 1924            |
| «Тюринген» Thüringen       | Weser, Бремен                  | 7 ноября 1908    | 27 ноября 1909   | 10 сентября 1911   | продан на слом в 1923            |
| «Ольденбург» Oldenburg     | Schichau, Данциг               | 1 марта 1909     | 30 июня 1910     | 1 июля 1912        | продан на слом в 1921            |

## Оценка
|                                     | «Юта»                    | «Колоссус»               | «Гельголанд»                     | «Кавати»                                            |
| ----------------------------------- | ------------------------ | ------------------------ | -------------------------------- | --------------------------------------------------- |
| Год закладки                        | 1909                     | 1909                     | 1908                             | 1910                                                |
| Год ввода в строй                   | 1911                     | 1911                     | 1911                             | 1912                                                |
| Водоизмещение нормальное, т         | 22 174                   | 19 995                   | 22 806                           | 21 156                                              |
| Полное, т                           | 23 400                   | 23 063                   | 24 700                           | 23 266                                              |
| Тип СУ                              | ПТ                       | ПТ                       | ПМ                               | ПТ                                                  |
| Мощность, л. с.                     | 28 000                   | 25 000                   | 28 000                           | 25 000                                              |
| Максимальная скорость, узл.         | 20,75                    | 21                       | 20,5                             | 20                                                  |
| Дальность, миль (на скорости, узл.) | 6680 (10)                | 6680 (10)                | 5500 (10)                        | 2700 (18)                                           |
| Бронирование, мм                    |                          |                          |                                  |                                                     |
| Пояс                                | 279                      | 279                      | 300                              | 305                                                 |
| Палуба                              | 35—63                    | 45—100                   | 55—80                            | 30                                                  |
| Башни                               | 305                      | 279                      | 300                              | 280                                                 |
| Барбеты                             | 254                      | 279                      | 300                              | 280                                                 |
| Рубка                               | 292                      | 279                      | 300                              | 254                                                 |
| Схема размещения вооружения         |                          |                          |                                  |                                                     |
| Вооружение                          | 5×2×305/45 16×1×127 2 ТА | 5×2×305/50 16×1×102 3 ТА | 6×2×305/50 14×1×150 14×1×88 6 ТА | 2×2×305/50 4×2×305/45 10×1×152 8×1×120 12×1×76 5 ТА |